# Хольмен, Кевин
Кевин Хольмен (швед. Kevin Holmén; род. 13 декабря 2001) — шведский футболист, полузащитник «Эльфсборга».

## Клубная карьера
Является воспитанником «Эльфсборга», в котором прошёл путь от детских команд до основной. В декабре 2020 года подписал свой первый контракт с клубом. 6 марта 2021 года провёл свой первый матч за основную команду, появившись на поле в конце встречи группового этапа кубка Швеции против «Фалькенберга».
В июне 2022 года продлил контракт с командой, подписав новое соглашение, рассчитанное на полтора года. После чего был отдан в аренду до конца сезона в «Шёвде». Впервые в футболке нового клуба появился на поле 26 июня в матче с «Вестеросом». 19 октября попал в заявку «Эльфсборга» на игру с «Варбергом». На 13-й минуте встречи дебютировал в чемпионате Швеции, заменив получившего травму Андре Рёмера.

## Личная жизнь
Является племянником Самуэля и Себастиана Хольменов, также профессиональных футболистов, выступавших за национальную сборную Швеции.

## Клубная статистика
| Выступление      | Выступление      | Выступление      | Лига | Лига | Кубки | Кубки | Конт. кубки | Конт. кубки | Итого | Итого |
| Клуб             | Лига             | Сезон            | Игры | Голы | Игры  | Голы  | Игры        | Голы        | Игры  | Голы  |
| ---------------- | ---------------- | ---------------- | ---- | ---- | ----- | ----- | ----------- | ----------- | ----- | ----- |
| Эльфсборг        | Алльсвенскан     | 2021             | 0    | 0    | 1     | 0     | 0           | 0           | 1     | 0     |
| Эльфсборг        | Алльсвенскан     | 2022             | 1    | 0    | 1     | 0     | 0           | 0           | 2     | 0     |
| Эльфсборг        | Итого            | Итого            | 1    | 0    | 2     | 0     | 0           | 0           | 3     | 0     |
| → Шёвде          | Суперэттан       | 2022             | 16   | 1    | 0     | 0     | 0           | 0           | 16    | 1     |
| → Шёвде          | Итого            | Итого            | 16   | 1    | 0     | 0     | 0           | 0           | 16    | 1     |
| Всего за карьеру | Всего за карьеру | Всего за карьеру | 17   | 1    | 2     | 0     | 0           | 0           | 19    | 1     |